# Boris Adjemian
Boris Adjemian, né en 1973 à Marseille, est un historien français d'origine arménienne, spécialiste des diasporas, en particulier de la diaspora arménienne. Il est le directeur de la Bibliothèque Nubar depuis 2012.

## Biographie
Boris Adjemian naît en 1973 à Marseille.
Il commence ses premiers travaux de terrain en Éthiopie en 1997.
En 2011, il soutient sa thèse en histoire intitulée Immigrants arméniens, représentations de l'étranger et construction du national en Éthiopie (XIXe - XXe siècle) : socio-histoire d'un espace interstitiel de sociabilités, sous la direction de Gérard Noiriel et d'Alessandro Triulzi, à l'EHESS, en cotutelle avec l'Université de Naples - L'Orientale. Il tire de sa thèse un ouvrage intitulé La fanfare du négus.
Il est chercheur affilié au Centre d'études des mondes africains,.
En 2012, il succède à l'historien Raymond Kévorkian à la tête de la Bibliothèque Nubar. Il s'occupe aussi de la revue Études arméniennes contemporaines, qu'il co-fonde en 2013.
Historien de la diaspora arménienne en France, il publie en 2020 un ouvrage sur les Arméniens de la vallée du Rhône.

## Publications

### Ouvrages
- La fanfare du négus : Les Arméniens en Éthiopie (XIXe-XXe siècles)  (préf. Gérard Noiriel), Paris, Les Éditions de l'EHESS, coll. « En temps & lieux », 2013, 352 p. (ISBN 978-2-7132-2415-7, présentation en ligne)
- Les petites Arménies de la vallée du Rhône : Histoire et mémoires des immigrations arméniennes en France, Lyon, Lieux Dits, 2020, 272 p. (ISBN 978-2-36219-198-5)
- La Bibliothèque et le survivant : Un intellectuel arménien au siècle des génocides, Anamosa, 2025, 624 p. (ISBN 978-2381911137)

### Articles
- « Une visite au cimetière arménien d’Addis Abeba : Éléments pour la connaissance d’une diaspora et de ses pratiques funéraires en Éthiopie », Afriques, no 3 « Cérémonies de la mort. Pour une histoire des pratiques funéraires en Éthiopie »,‎ 2011 (DOI 10.4000/afriques.938, lire en ligne)
- « Les Arméniens en Éthiopie, une entorse à la « raison diasporique » ? : Réflexion sur les concepts de diaspora marchande et de minorité intermédiaire », Revue européenne des migrations internationales, vol. 28, no 3,‎ 2012, p. 107-126 (DOI 10.4000/remi.6082, lire en ligne)
- « Du récit de soi à l’écriture d’un Grand Récit : Une autobiographie collective arménienne en Éthiopie », Diasporas, no 22,‎ 2013, p. 139-153 (DOI 10.4000/diasporas.227, lire en ligne)
- « La fanfare arménienne du négus : Représentations des étrangers, usages du passé et politique étrangère des rois d'Éthiopie au début du 20e siècle », Vingtième Siècle. Revue d'histoire, vol. 119, no 3,‎ 2013, p. 85-97 (DOI 10.3917/ving.119.0085, lire en ligne)
- « De l'expérience migratoire au Grand Récit de la migration : Le mythe de l'adoption dans la mémoire des Arméniens d'Éthiopie », L'Homme, vol. 211, no 3,‎ 2014, p. 97-116 (DOI 10.4000/lhomme.23615, lire en ligne)
- « Le débat inachevé des historiens français sur les « lois mémorielles » et la pénalisation du négationnisme : Retour sur une décennie de controverse », Revue arménienne des questions contemporaines, no 15 « Légiférer sur la contestation des génocides : débats et enjeux »,‎ 2014, p. 9-34 (DOI 10.4000/eac.416, lire en ligne)
- avec Raymond Kévorkian, « Témoignages de rescapés et connaissance du génocide de 1915-1916 : La constitution des fonds d’archives arméniens et leurs usages historiographiques », Études arméniennes contemporaines, no 5,‎ 2015, p. 79-111 (DOI 10.4000/eac.755, lire en ligne)
- « Entretien avec Boris Adjemian », Cahiers Mémoire et Politique, Université de Liège, no 7 « 30 ans de « lois mémorielles » »,‎ 2020 (lire en ligne)

## Récompenses
- 2015 : Prix de la recherche du Musée national de l'histoire de l'immigration pour l'article « Du récit de soi à l’écriture d’un Grand Récit : une autobiographie collective arménienne en Éthiopie », publié en 2013 dans la revue Diasporas. Histoire et sociétés[10]